# 뉴기니 의회
뉴기니 의회은 네덜란드령 뉴기니 시절 서뉴기니의 단원제 의회이다. 서뉴기니의 국가와 아침별기, 네덜란드령 뉴기니의 문장을 제정하였다.